# Stefano Accorsi
Stefano Accorsi (Bologna, 2 marzo 1971) è un attore italiano.

## Biografia

### Inizi
Stefano Accorsi nasce a Bologna nel 1971 e vive la sua infanzia nel comune dei suoi genitori, in una frazione di Budrio, Bagnarola.
Dopo la maturità scientifica al Liceo Sabin, si iscrive alla Scuola di Teatro Alessandra Galante Garrone di Bologna, spinto da una piccola esperienza nel film Fratelli e sorelle (1992), avuta rispondendo a un annuncio di Pupi Avati su il Resto del Carlino. Subito dopo il film è protagonista in telefilm per ragazzi destinati all'home video e prodotti dalla San Paolo Audiovisivi, con il titolo Il videocatechismo.
Nel 1992 è co-protagonista, insieme con Andrea Santonastaso, figlio del comico Pippo, nel film di Luigi Zanolio Un posto. Nel 1993 si diploma ed entra nella compagnia del Teatro Stabile di Bologna.

### La popolarità
L'anno successivo, oltre ad avere un cameo nel film Strane storie - Racconti di fine secolo, lavora in una serie di spot pubblicitari per il gelato Maxibon; la battuta in inglese maccheronico «Du gust is megl che uan» diviene un tormentone ed entra nella cultura popolare. Nel 1995 appare nel videoclip degli 883, Una canzone d'amore.
Nel 1996 con il film Jack Frusciante è uscito dal gruppo, tratto dal romanzo di Enrico Brizzi, ottiene un inaspettato successo, che dà inizio alla carriera cinematografica, consacrata con Radiofreccia (1998), film di Luciano Ligabue al debutto come regista, col quale vince un David di Donatello come miglior attore protagonista nell'edizione del 1999.

### Anni duemila
Nel 2001 recita nel film di Gabriele Muccino L'ultimo bacio, a fianco di Giovanna Mezzogiorno e di Stefania Sandrelli e nel film culto Santa Maradona, film  del regista Marco Ponti, oltre che in Le fate ignoranti di Ferzan Özpetek, ruolo grazie al quale si aggiudica il Nastro d'argento al miglior attore nel 2001. Sempre in questo anno recita una piccola parte nel film di Nanni Moretti La stanza del figlio.
Nel 2002 vince la Coppa Volpi alla Mostra del cinema di Venezia, per la migliore interpretazione maschile con il film Un viaggio chiamato amore, e prende anche parte al film televisivo Il giovane Casanova, in cui interpreta l'eponimo seduttore. Sempre alla Mostra del cinema di Venezia nel 2004 in Ovunque sei Accorsi si mostra nudo ma il film viene fischiato dal pubblico.
Nel 2005 partecipa a Romanzo Criminale, nei panni del commissario Nicola Scialoja. Oltre che a Gabriele Muccino e a Michele Placido, Accorsi è molto legato professionalmente al regista Ferzan Özpetek con cui gira un secondo film, Saturno contro nel 2007. Nel 2006 esce in Francia il film Tutta colpa di Fidel (La Faute a Fidel), tratto dall'omonimo romanzo di Domitilla Calamai e diretto da Julie Gavras, che ottiene grande successo anche negli Stati Uniti e in Gran Bretagna, pur non essendo ancora uscito in Italia, come del resto La jeune fille et le loups (2008) di Gilles Legrand, in cui recita per la prima volta accanto alla compagna Laetitia Casta. Nel 2008 torna a recitare in teatro interpretando il ruolo di un prete accusato di pedofilia, nel dramma, premio Pulitzer, Il dubbio, per la regia di Sergio Castellitto.
Durante il Festival di Sanremo 2009, nella serata di mercoledì 18 febbraio, ricorrenza del compleanno del cantautore genovese Fabrizio De André, ha cantato, insieme con la P.F.M. e Claudio Santamaria, la canzone Bocca di Rosa, mostrando buone doti canore.

### Anni duemiladieci
Nel 2010 è protagonista di Baciami ancora, sequel de L'ultimo bacio, diretto ancora da Gabriele Muccino.
Nel 2011 è protagonista, insieme con Pierfrancesco Favino, nel film commedia La vita facile, diretto dal regista Lucio Pellegrini e, recita nel film Ruggine. Nel 2012 torna in teatro con Furioso Orlando, una rilettura dell'Orlando Furioso con la regia di Marco Baliani e in TV interpreta il ruolo del magistrato Esposito nella fiction di successo in otto puntate andata in onda a gennaio 2013 su Canale 5, Il clan dei camorristi; sempre nel 2013 è protagonista del film L'arbitro, diretto dal regista sardo Paolo Zucca.
Nel 2015 torna sugli schermi della TV italiana con 1992, serie TV nata da una sua idea e nella quale interpreta uno spregiudicato pubblicitario ai tempi di Tangentopoli, seguita nel 2017 da 1993 e nel 2019 da 1994. Nel 2016 interpreta un ex pilota di rally tossicodipendente nel film di Matteo Rovere Veloce come il vento, con il quale vince per la seconda volta il David di Donatello come miglior attore protagonista nell'edizione del 2017. È nel cast del film di Sergio Castellitto, Fortunata (2017). La pellicola è stata presentata in concorso al Festival di Cannes, mentre la sceneggiatura è stata scritta da Margaret Mazzantini, moglie del regista. L'anno successivo affianca Kasia Smutniak nel film Made in Italy di Luciano Ligabue, alla seconda collaborazione dopo Radiofreccia.

### Anni duemilaventi
Il 13 febbraio 2020 viene annunciato come direttore artistico del Teatro della Pergola di Firenze per il triennio 2021-2023. Nello stesso periodo partecipa a Celebrity Hunted: Caccia all'uomo, il reality show di Amazon Prime Video. Da luglio 2020 è testimonial della campagna promozionale dell’Emilia-Romagna. Dal 7 al 10 giugno 2021 e il 15 luglio seguente va in onda Sogno Azzurro, la docuserie, trasmessa su Rai 1, nella quale Accorsi racconta il viaggio della Nazionale italiana di calcio verso l’Europeo e il percorso verso la finale. Nello stesso periodo per i suoi 50 anni e per gli ormai 30 anni di carriera pubblica il suo libro Album, devolvendo i proventi ai genitori di Giulio Regeni, il ricercatore italiano torturato e ucciso a Il Cairo nel 2016. Dal 12 ottobre 2021, è stata resa disponibile su RaiPlay la docuserie È andata così, docuserie in cui l'attore ha raccontato la carriera di Ligabue. È la voce narrante di Egoisti, il film che racconta i 50 anni dalla fondazione di Medici senza frontiere. Parallelamente all'impegno cinematografico, tra il 2022 e il 2024 è protagonista nelle miniserie Vostro onore, Marconi - L'uomo che ha connesso il mondo (su Rai 1), Un amore (su Sky) e nella serie The Bad Guy 2 (su Prime Video) oltreché ospite speciale in un episodio della serie Sky Call My Agent - Italia. Di Un amore è l'ideatore e ne cura anche il soggetto e la produzione esecutiva.
Nel 2024, è direttore artistico del format Planetaria – Discorsi con la Terra, creato insieme a Filippo Gentili e con la direzione scientifica di Claudia Pasquero e tenutosi al Teatro della Pergola di Firenze fra il 7 e il 9 giugno. L'evento, dedicato al riscaldamento globale e alla tutela dell'ambiente, è stato caratterizzato da alcuni spettacoli teatrali a tema, a cui hanno partecipato lo stesso Accorsi, Vittoria Puccini, Ludovica Martino, Nicolas Maupas e Valentina Bellè; inoltre, sono stati organizzati anche alcuni workshop per bambini e incontri istituzionali, questi ultimi in collaborazione con Will Media.

## Vita privata
Dal 1998 al 2003 è stato legato all'attrice Giovanna Mezzogiorno. Dal 2003 al 2013 è stato legato all'ex-modella e attrice francese Laetitia Casta, con la quale il 21 settembre 2006 ha avuto il primogenito, Orlando, e il 29 agosto 2009 la secondogenita, Athena.
Dal 2013 ha una relazione con la modella Bianca Vitali, figlia del giornalista toscano Aldo Vitali, con la quale si è sposato il 24 novembre 2015 a Borgonovo Val Tidone. La coppia ha due figli: Lorenzo, nato il 21 aprile 2017, e Alberto, nato il 28 agosto 2020.
È tifoso dell’Inter.

## Filmografia

### Attore

Stefano Accorsi al suo debutto cinematografico, diretto da Pupi Avati in Fratelli e sorelle (1992)

#### Cinema
- Fratelli e sorelle, regia di Pupi Avati (1992)
- Un posto, regia di Luigi Zanolio (1992)
- Strane storie - Racconti di fine secolo, regia di Sandro Baldoni (1994)
- Facciamo paradiso, regia di Mario Monicelli (1995) – non accreditato
- Jack Frusciante è uscito dal gruppo, regia di Enza Negroni (1996)
- Vesna va veloce, regia di Carlo Mazzacurati (1996)
- La mia generazione, regia di Wilma Labate (1996)
- Naja, regia di Angelo Longoni (1997)
- I piccoli maestri, regia di Daniele Luchetti (1997)
- Più leggero non basta, regia di Elisabetta Lodoli (1998)
- Radiofreccia, regia di Luciano Ligabue (1998)
- Ormai è fatta!, regia di Enzo Monteleone (1999)
- Un uomo perbene, regia di Maurizio Zaccaro (1999)
- Capitani d'aprile, regia di Maria de Medeiros (2000)
- Tabloid, regia di David Blair (2001)
- L'ultimo bacio, regia di Gabriele Muccino (2001)
- Le fate ignoranti, regia di Ferzan Özpetek (2001)
- La stanza del figlio, regia di Nanni Moretti (2001)
- Santa Maradona, regia di Marco Ponti (2001)
- Un viaggio chiamato amore, regia di Michele Placido (2002)
- Il giovane Casanova, regia di Giacomo Battiato (2002)
- Ovunque sei, regia di Michele Placido (2004)
- L'amore ritrovato, regia di Carlo Mazzacurati (2004)
- Provincia meccanica, regia di Stefano Mordini (2005)
- Romanzo criminale, regia di Michele Placido (2005)
- Triplice inganno (Les brigades du tigre), regia di Jérôme Cornuau (2006)
- Tutta colpa di Fidel (La faute à Fidel!), regia di Julie Gavras (2006)
- Saturno contro, regia di Ferzan Özpetek (2007)
- Solo un bacio per favore (Un baiser s'il vous plaît), regia di Emmanuel Mouret (2007)
- Les deux mondes, regia di Daniel Cohen (2007)
- La jeune fille et les loups, regia di Gilles Legrand (2008)
- Baby Blues, regia di Diane Bertrand (2008)
- Je ne dis pas non, regia di Iliana Lolitch (2009)
- Baciami ancora, regia di Gabriele Muccino (2010)
- Nous trois, regia di Renaud Bertrand (2010)
- La vita facile, regia di Lucio Pellegrini (2011)
- ...Non ci posso credere (Tous les Soleils), regia di Philippe Claudel (2011)
- Ruggine, regia di Daniele Gaglianone (2011)
- L'arbitro, regia di Paolo Zucca (2013)
- Viaggio sola, regia di Maria Sole Tognazzi (2013)
- La nostra terra, regia di Giulio Manfredonia (2014)
- Veloce come il vento, regia di Matteo Rovere (2016)
- Fortunata, regia di Sergio Castellitto (2017)
- Made in Italy, regia di Luciano Ligabue (2018)
- A casa tutti bene, regia di Gabriele Muccino (2018)
- Il campione, regia di Leonardo D'Agostini (2019)
- La dea fortuna, regia di Ferzan Özpetek (2019)
- Lasciami andare, regia di Stefano Mordini (2020)
- Marilyn ha gli occhi neri, regia di Simone Godano (2021)
- Ipersonnia, regia di Alberto Mascia (2022)
- 50 km all'ora, regia di Fabio De Luigi (2024)
- Il treno dei bambini, regia di Cristina Comencini (2024)
- Diamanti, regia di Ferzan Özpetek (2024)
- Una figlia, regia di Ivano De Matteo (2025)

#### Televisione
- Voci notturne, regia di Pupi Avati e Fabrizio Laurenti – miniserie TV (1995)
- Più leggero non basta, regia di Elisabetta Lodoli – film TV (1998)
- Come quando fuori piove, regia di Mario Monicelli – miniserie TV (2000)
- Il giovane Casanova, regia di Giacomo Battiato – film TV (2002)
- Le ragioni del cuore, regia di Anna Di Francisca, Luca Manfredi e Alberto Simone – miniserie TV (2002)
- Il clan dei camorristi – serie TV (2013)
- 1992 – serie TV (2015)
- The Young Pope – serie TV, 1 episodio (2016)
- 1993 – serie TV (2017)
- 1994 – serie TV (2019)
- Sogno azzurro, regia di Azzurra Di Tomassi – docuserie (2021)
- È andata così – docuserie (2021)
- Vostro onore, regia di Alessandro Casale – miniserie TV (2022)
- Call My Agent - Italia – serie TV, episodio 1x05 (2023)
- Un amore, regia di Francesco Lagi - miniserie TV (2024)
- Marconi - L'uomo che ha connesso il mondo, regia di Lucio Pellegrini – miniserie TV (2024)
- The Bad Guy 2 – serie TV (2024)

#### Cortometraggi
- Un giorno ideale per i pescibanana, regia di Francesco Merini e Federico Scagliarini (1995)[14]
- Une nuit dans Paris, regia di Anissa Bonnefont (2011)
- Io non ti conosco, regia di Stefano Accorsi (2013)
- Chiusi fuori, regia di Giorgio Testi (2022)

### Regista
- Io non ti conosco – cortometraggio (2013)

## Teatro
- La Maddalena lasciva e penitente, regia di Walter Pagliaro (1993)
- Gli innamorati del teatro comico, regia di Nanni Garella (1994)
- Sei personaggi in cerca d'autore, regia di Nanni Garella (1994)
- Fagiolino e Biavati caduti dalle nuvole, regia di V. Franceschi e G. Comaschi (1995)
- Ista laus pro nativitate et passione domini, regia di Nanni Garella (1995)
- Le donne curiose, regia di Walter Pagliaro (1995)
- Naja, regia di Angelo Longoni (1996)
- Il dubbio, di John Patrick Shanley, regia di Sergio Castellitto (2008-2009)
- Orlando furioso, regia di Marco Baliani (2012)
- Giocando con Orlando, regia Marco Baliani (novembre 2013)
- Decameron di Giovanni Boccaccio (2014, 2018)
- Azul di Daniele Finzi Pasca (2022-2023)

## Videoclip
- Senza averti qui – 883 (1995)
- Una canzone d'amore – 883 (1995)
- L'ultimo bacio, regia di Gabriele Muccino – Carmen Consoli (2000)
- Passione, regia di Ferzan Özpetek – Neffa (2007)
- Baciami ancora, regia di Gabriele Muccino – Jovanotti (2010)

## Pubblicità
- Gelato Maxibon Motta, regia di Daniele Luchetti (1994)
- Peugeot (2012 - 2020)
- Testimonial Emilia-Romagna (2020 - in corso)
- Sky Glass (2022)

## Web
- Celebrity Hunted: Caccia all'uomo (2021) – concorrente, 2ª stagione

## Doppiaggio
- La volpe ne Il piccolo principe (2015)
- Maxime Le Mal in Cattivissimo me 4 (2024)
- Voce in Art Night - Infinito. L'arte di Luigi Ghirri (episodio TV documentario, 2024)

## Riconoscimenti
- David di Donatello
  - 1999 – Migliore attore protagonista per Radiofreccia
  - 2000 – Candidatura per il migliore attore protagonista per Ormai è fatta!
  - 2001 – Candidatura per il migliore attore protagonista per L'ultimo bacio
  - 2005 – Candidatura per il migliore attore protagonista per Provincia meccanica
  - 2013 – Candidatura per il migliore attore non protagonista per Viaggio sola
  - 2017 – Migliore attore protagonista per Veloce come il vento
  - 2020 – Candidatura per il miglior attore non protagonista per Il campione
- Nastro d'argento
  - 1999 – Candidatura per il migliore attore protagonista per I piccoli maestri
  - 2001 – Migliore attore protagonista per Le fate ignoranti
  - 2006 – Candidatura per il migliore attore protagonista per Provincia meccanica
  - 2014 – Premio speciale migliore esordio alla regia per Io non ti conosco
  - 2016 – Migliore attore protagonista per Veloce come il vento
  - 2020 – Candidatura per il Migliore attore protagonista per La dea fortuna
  - 2024 - Candidatura per il Migliore attore protagonista per Un amore
- Ciak d'oro
  - 1999 – Miglior attore protagonista per Radiofreccia[15]
  - 2001 – Miglior attore protagonista per L'ultimo bacio e Le fate ignoranti[16]
  - 2013 – Candidatura per il miglior attore non protagonista per Viaggio sola
  - 2020 – Miglior attore protagonista per La dea fortuna ex aequo con Edoardo Leo[17]
  - 2022 – Miglior attore protagonista per Marilyn ha gli occhi neri[18][19]
- Globo d'oro
  - 2001 – Miglior attore per Le fate ignoranti
  - 2014 – Candidatura a miglior cortometraggio per Io non ti conosco
  - 2017 – Candidatura a miglior attore per Veloce come il vento
- Mostra del cinema di Venezia
  - 2002 – Miglior interpretazione maschile per Un viaggio chiamato amore